# Ieper
Ieper (vestflamsk: Yper, engelsk og fransk: Ypres, tysk: Ypern) er en by i Vestflandern. I det 13. århundrede var Ieper storby og centrum for Flanderns tekstilindustri. Byen blev udsat for store ødelæggelser under begge verdenskrige.